# Комбат (фотографія)
«Комба́т» — відома фотографія часів німецько-радянської війни, зроблена фотографом Максом Альпертом. На фотографії зображено командира, що піднімає солдат в атаку з пістолетом в руці, нібито за кілька секунд до власної загибелі.
Це одна з найяскравіших та виразних світлин німецько-радянської війни. 

Не дивлячись на те, що знімок та його репродукції були дуже популярні, напевно відомі тільки її автор та авторська назва «Комбат». На особу героя світлини після війни було безліч претендентів, і лише у 1970 році було оприлюднено, що це саме молодший політрук Єременко Олексій Гордійович. Хоча останні дослідження вказують, що це малоймовірно, а особу політрука Єременка вибрали з політичних міркувань.

## Офіційна версія вСРСР
Офіційна версія радянської пропаганди була така, що голова колгоспу з Запорізької області, політрук однієї з рот 220-го стрілецького полку 4-ї стрілецької дивізії Олексій Гордійович Єременко під вогнем противника підняв бійців в атаку і загинув, а цей героїчний вчинок зафіксував 12 липня 1942 р. на плівці фронтовий журналіст М. В. Альперт на полі бою поле біля села Хороше Луганської області між річками Лугань та Лозова Саме момент загибелі і було сфотографовано. Проте занотувати ім'я командира кореспондент не зміг. За його версією, було не до цього: осколком пошкодило камеру і він був змушений зайнятися нею. Тільки почув, що солдати передавали один одному: «Комбата вбили!». Тому фотографія і була названа «Комбат».
Ця офіційна та розтиражована версія спиралася на багато у чому суперечні свідчення однополчан, сина Олексія Єременка та Макса Альперта, що сам повідомляв про різні дати фільмування.

## Критика офіційної версії
Докладне дослідження історії фотографії «Комбат» зробила група істориків на чолі з Федором Турченком у монографії «Запорізький рахунок Великій війні, 1939–1945».
За даними істориків, у 1970 р. журналіст О. Авраменко розповів про похоронку, яка була отримана родиною Єременків у 1952 р. У ній повідомлялося, що О. Г. Єременко зник безвісти в січні 1942 р.
Щоб з'ясувати невідповідність дат, журналіст зателефонував М. Альперту і отримав таку відповідь: «Так, фото зроблене 1941-го. Зовсім недавно мені вдалося уточнити. То було восени».
Тоді виходить, що дата світлини раніша за дату подвигу, або події відбувалися в іншому місці.
Вищезазначена група істориків також провела експерименти з фотоапаратом та об'єктивами, що використовував автор знімку в той час, та дійшла висновку, що таке фото неможливо було зробити з окопу, а від 50 см до 1 м над поверхнею землі.

## Версія з автобіографії автора
Ще до того, як фотографія звернула на себе неабияку суспільну увагу, у 1962 році вийшла автобіографічна книга Макса Альперта, де він, ще будучи вільним від політичного впливу, пише таке: 

«Дело было так. В штабе полка мне указали батальон, впервые присланный на передовые позиции. Ему предстояло на следующий день выбить немцев с захваченной ими накануне высоты. Я отправился к окопам, в которых расположился батальона. Разыскал командира батальона, назвал ему себя. Он оказался простым, общительным человеком, служившим до войны в конторе какого-то завода. Солдаты, разговаривая вполголоса, сосредоточенно готовились к предстоящему выступлению, чистили и проверяли оружие, снаряжение, писали письма родным… Я получил согласие комбата неотлучно находиться в эти решающие минуты возле него. Как только был отдан приказ о выступлении, солдаты в полном боевом снаряжении вышли из окопа и залегли. Комбат вышел из блиндажа следом за ними. Повернувшись по направлению к бойцам, высоко над головой подняв револьвер, он в патриотическом порыве звал бойцов в наступление. В те считанные секунды, когда комбат приказывал бойцам действовать, я наблюдал за ним через видоискатель „Лейки“, оставаясь в блиндаже, у его входа. С той „нижней точки съемки“ и сфотографировал комбата в момент его большого душевного напряжения»
З цієї розповіді можна зробити висновки, що зйомка проводилася у ближньому тилу і не під час бою, герой світлини виявився робітником, а не колгоспником. Пояснюється, чому фотографування було можливим не з рівня землі. Тому можна вважати цю розповідь максимально наближеною до правди.
До того ж автор фотографії сам ніде не заявляв про особу героя.

## Подальше використання образу
- Біля траси Луганськ — Бахмут (так звана Бахмутська дорога) перед поворотом на Слов'яносербськ 7 травня 1980 було встановлено пам'ятник комбату, хоча легендарний бій відбувався південніше — в низині коло села Хороше. Автори — скульптор М. Чумак, архітектор И.Шеховцев, Т.Довженко и В.Тищенко.
- На Алеї Слави в Запоріжжі встановлено барельєф «Комбат»[8].
- Зображення було використано на поштовій марці Республіки Конго у 1985 році, присвяченій 40-річчю Дня Перемоги
- Журнал «WWII History» в одному з номерів 2007 року мав зображення комбата на обкладинці.

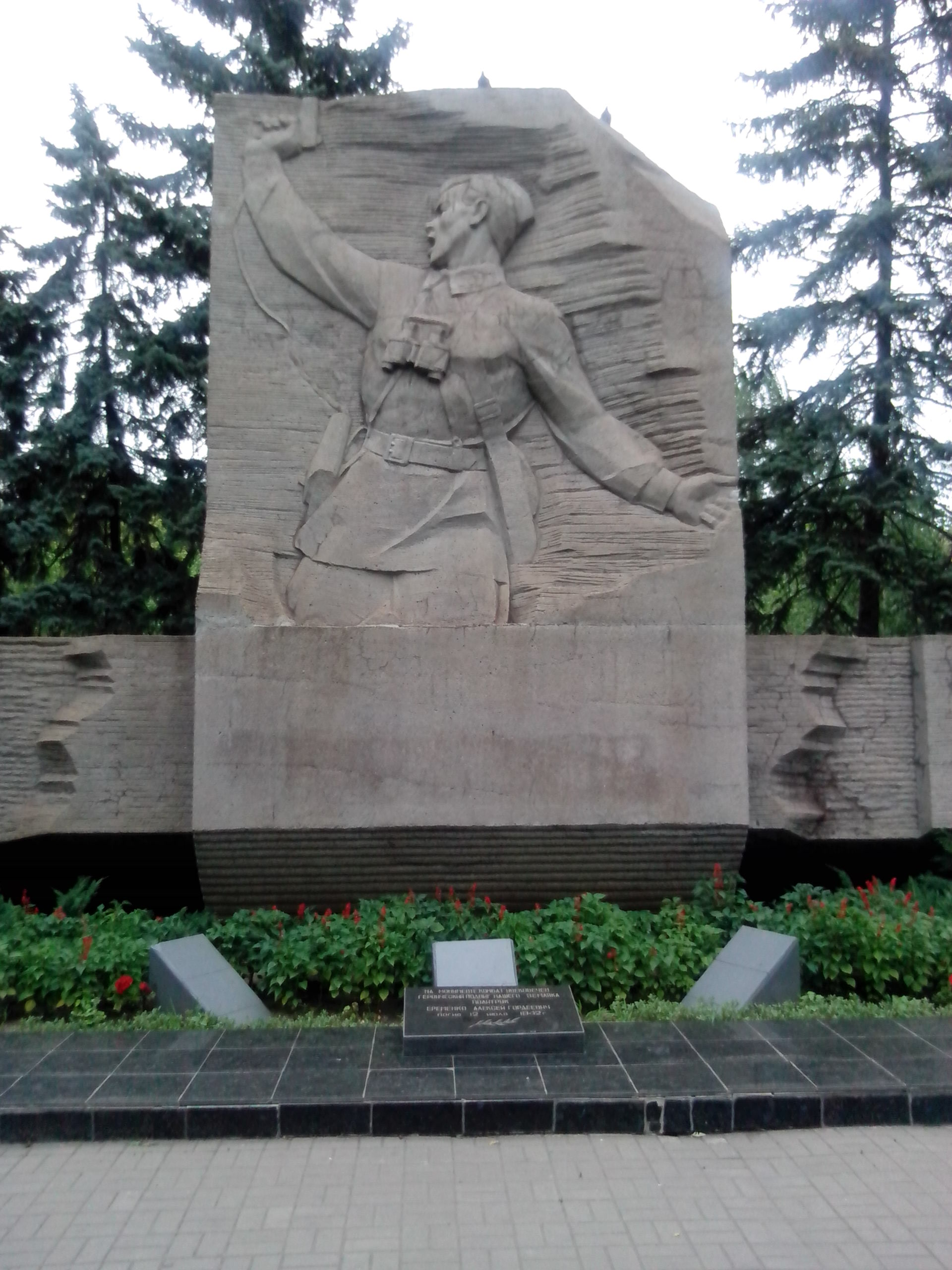
На Алеї бойової слави в Запоріжжі встановлено барельєф «Комбат».
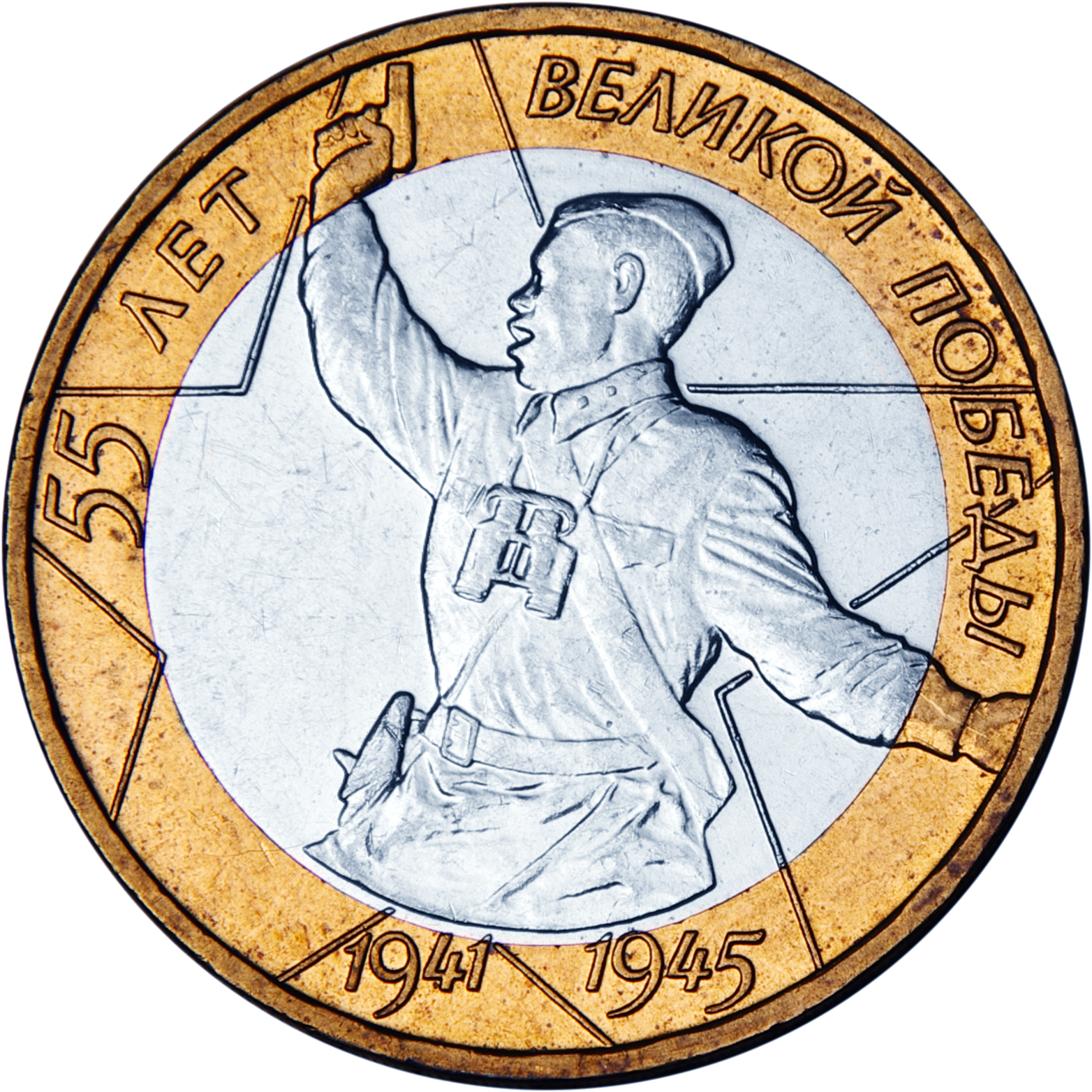
Російська ювілейна монета номіналом у 10 рублів «55 років Великої перемоги». 2000 рік